# CLDN25
CLDN25 (англ. Claudin 25) – білок, який кодується однойменним геном, розташованим у людей на 11-й хромосомі. Довжина поліпептидного ланцюга білка становить 229 амінокислот, а молекулярна маса — 25 394.
| 10         |  | 20         |  | 30         |  | 40         |  | 50         |
| ---------- |  | ---------- |  | ---------- |  | ---------- |  | ---------- |
| MAWSFRAKVQ |  | LGGLLLSLLG |  | WVCSCVTTIL |  | PQWKTLNLEL |  | NEMETWIMGI |
| WEVCVDREEV |  | ATVCKAFESF |  | LSLPQELQVA |  | RILMVASHGL |  | GLLGLLLCSF |
| GSECFQFHRI |  | RWVFKRRLGL |  | LGRTLEASAS |  | ATTLLPVSWV |  | AHATIQDFWD |
| DSIPDIIPRW |  | EFGGALYLGW |  | AAGIFLALGG |  | LLLIFSACLG |  | KEDVPFPLMA |
| GPTVPLSCAP |  | VEESDGSFHL |  | MLRPRNLVI  |  |            |  |            |

A: Аланін

C: Цистеїн

D: Аспарагінова кислота

E: Глутамінова кислота

F: Фенілаланін

G: Гліцин

H: Гістидин

I: Ізолейцин

K: Лізин

L: Лейцин

M: Метіонін

N: Аспарагін

P: Пролін

Q: Глутамін

R: Аргінін

S: Серин

T: Треонін

V: Валін

W: Триптофан

Локалізований у клітинній мембрані, мембрані, клітинних контактах, щільних контактах.